# Denel Aviation AH-2 Rooivalk
Denel Aviation AH-2 Rooivalk (afrikansko Rooivalk) je sodoben jurišni helikopter, ki ga izdeluje podjetje Denel Aviation iz Južnoafriške republike.

## Opis
Rooivalk je klasični jurišni helikopter zadnje generacije, ki je zasnovan za več vlog na sodobnem bojišču. Tipična tandemska struktura helikopterja je podobna tisti iz Apacha in ostalih tovrstnih helikopterjev, pri čemer je upravljavec oborožitvenih sistemov in navigator posajen v sprednji, spodnji del tandemske kabine, pilot pa v zadnji, višji del. Kabina je opremljena z oklepljenimi sedeži ter neprebojnimi stekli, celotna kabina pa je okrepljena, tako, da nudi ob morebitnem strmoglavljenju kar največ varnosti posadki. Avionika je sodobno zasnovana, oba člana posadke pa imata vse podatke o stanju na bojišču ter status sistemov helikopterja projecirane na vizir čelade. Helikopter je opremljen tudi z opremo za nočno opazovanje in laserskimi namerilnimi napravami (nameščene na nosu), ki so povezane z vodljivimi raketami in topom v nosu plovila.
Celoten helikopter je izdelan iz sodobnih materialov in prevlečen s posebno barvo, ki vpija radarske valove, za varnost pred izstrelki, ki za vodenje izkoriščajo IR sliko, pa skrbijo posebej oblikovane šobe za izpust vročih izpušnih plinov, ki le-te ohlajajo in usmerjajo v vrtinec glavnega rotorja. Posebej oblikovani rotorski kraki hkrati tudi zmanjšujejo glasnost helikopterja, poleg tega pa omogočajo temu zrakoplovu doseganje dokaj visoke hitrosti. Helikopter ima neuvlačljivo podvozje
Oborožitev obsega vse vrste raket, ki jih lahko prilagodijo vlogi helikopterja v danem trenutku.